# Костромской государственный университет
Костромской государственный университет (КГУ) — высшее учебное заведение Костромы. Один из региональных опорных университетов.

## История
1 ноября 1931 года Госплан РСФСР утвердил предложение об открытии в Костроме текстильного института. 26 июля 1932 года Наркомат лёгкой промышленности назначил директором Костромского текстильного института В. Г. Боброва. Для будущего института было выделено здание бывшего епархиального училища, занимаемое тогда землеустроительным, лесным, мелиоративным и льняным техникумами (ул. Дзержинского, 15).
- Основан в 1932 году как Костромской текстильный институт;
- 1 сентября 1935 года образован технологический факультет;
- в 1937 году состоялся первый выпуск специалистов по прядению и ткачеству;
- в 1939 году институт получил право на аспирантуру;
- в 1942 году состоялся первый выпуск специалистов по первичной обработке лубяных волокон;
- в 1956 году состоялся первый выпуск специалистов по машинам и аппаратам текстильной и лёгкой промышленности;
- в 1962 году Текстильный институт преобразован в технологический;
- в 1964 году состоялся первый выпуск специалистов по технологии деревообработки;
- в 1965 году состоялся первый выпуск специалистов по технологии машиностроения, металлорежущим станкам и инструментам, автоматизации и комплексной механизации химико-технологических процессов. Получено право на защиту докторских диссертаций;
- в 1969 году состоялся первый выпуск специалистов по лесоинженерному делу;
- в 1971 году состоялся первый выпуск специалистов по экономике и организации промышленности предметов широкого потребления. Получено право на защиту докторских диссертаций;
- в 1982 году Институт награждён орденом Трудового Красного знамени, открыт музей истории института;
- в 1987 году состоялся первый выпуск специалистов по бухгалтерскому учету и анализу хозяйственной деятельности;
- в 1994 году открыта докторантура;
- в 1995 году Технологический институт преобразован в государственный технологический университет;
- в 1999 году состоялся первый выпуск специалистов по технологии и трикотажа, специалистов САПР, специалистов по художественной обработке материалов.
- в 2016 году в соответствии с приказом Минобрнауки России от 10 марта 2016 г. № 196 вуз реорганизован путем присоединения КГУ им. Некрасова, в дальнейшем был переименован в Костромской государственный университет. Один из региональных опорных университетов[1].

## Руководство
- Болотный, Андрей Павлович — ректор КГТУ с 2009 по 2013 год.
- Наумов, Александр Рудольфович — ректор КГУ с августа 2017 года.
- Чайковский, Денис Витольдович — ректор КГУ с 2024 года

## Награды
- Почётная Грамота Президиума Верховного Совета Российской Федерации (12 октября 1992 года) — за большие заслуги в подготовке высококвалифицированных специалистов для  народного хозяйства и в связи с 60-летием со дня образования[2]